# Austerlitz (jeu vidéo, 1989)
Pour les articles homonymes, voir Austerlitz.
Pour le jeu vidéo de 1985, voir Austerlitz (jeu vidéo, 1985).
Austerlitz est un jeu vidéo de type wargame développé par Personal Software Services et publié par Mirrorsoft  en 1989 sur Amiga, Atari ST et IBM PC. Le jeu se déroule pendant les guerres napoléoniennes et retrace la bataille d’Austerlitz lors de laquelle les forces de Napoléon défendent le village d’Austerlitz contre l’attaque de l’armée Russe. À sa sortie, il est plutôt bien accueilli par les critiques qui saluent notamment ses graphismes mais qui sont plus mitigés concernant son réalisme historique et son absence d’effets sonores,.

## Accueil
| Austerlitz      |      |        |
| Média           | Pays | Notes  |
| ACE             | GB   | 72.2 % |
| Amiga Computing | GB   | 91 %   |
| Amiga Format    | GB   | 91 %   |
| Gen4            | FR   | 79 %   |
| Tilt            | FR   | 16/20  |